# زاهر فريد الفضلي
زاهر فريد الفضلي (6 يوليو 1986) هو لاعب كرة قدم يمني دولي ، يجيد اللعب في مركز الدفاع.
لعب سابقاً مع حسان ابين ونادي التلال ونادي شعب إب ونادي وحدة عدن .

## روابط خارجية
- زاهر فريد الفضلي على موقع قاعدة بيانات كرة القدم.إي يو (الإنجليزية)
- زاهر فريد الفضلي على موقع ناشيونال فوتبول تيمز (الإنجليزية)
- زاهر فريد الفضلي على موقع كووورة